# Schwenckia
Schwenckia, rod pomoćnica (Solanaceae) smješten u tribus Schwenckieae, dio novopriznate potporodice Petunioideae. Pripada mu 21 vrsta iz tropske Južne Amerike i Kariba.
Opisan je u Genera Plantarum, ed. 6 567 [577]. 1764. U nazivu roda koristi se Schwenckia, ali kao "Schwenkia" za tip Schwenkia americana D. Royen ex L. (bazionim)

## Vrste
1. Schwenckia alvaroana Benítez
2. Schwenckia americana L.
3. Schwenckia aurantiaca Paucar & Stehmann
4. Schwenckia breviseta Casar.
5. Schwenckia curviflora Benth.
6. Schwenckia elegans Carvalho
7. Schwenckia filiformis Ekman ex Urb.
8. Schwenckia glabrata Kunth
9. Schwenckia grandiflora Benth.
10. Schwenckia heterantha Carvalho
11. Schwenckia huberi Benítez
12. Schwenckia hyssopifolia Benth.
13. Schwenckia juncoides Chodat
14. Schwenckia lateriflora (Vahl) Carvalho
15. Schwenckia longiseta Casar.
16. Schwenckia micrantha Benth.
17. Schwenckia mollissima Nees & Mart.
18. Schwenckia novaveneciana Carvalho
19. Schwenckia paniculata (Raddi) Carvalho
20. Schwenckia trujilloi Benítez
21. Schwenckia volubilis Benth.